# فرانك مونتالفو
فرانك مونتالفو (بالإنجليزية: Frank Montalvo)‏ هو محامي وقاضي أمريكي، ولد في 1956 في بايامون في الولايات المتحدة.